# Juan Pablo de Miguel Bravo
Juan Pablo de Miguel Bravo, conegut com a Juanpa, és un futbolista segovià, nascut el 28 de setembre de 1978. Ocupa la posició de defensa.
Es va formar a la UD Salamanca. El 2000 puja al primer equip, jugant a Segona Divisió quatre temporades, totes elles titular. La temporada 04/05 marxa al CD Numancia, equip amb el qual debuta a la màxima categoria. Posteriorment tornaria a jugar a Segona amb el mateix Numancia, el Lorca i la UD Las Palmas. En total, acumula 263 partits entre Primera i Segona Divisió.